# José María Vargas
José María Vargas Machuca Ponce (La Guaira, 10 de marzo de 1786-Nueva York, 13 de julio de 1854) fue un médico cirujano, científico, catedrático de la Universidad de Caracas, además de político, escritor y presidente de Venezuela. Su presidencia es recordada como la primera ejercida por un civil y un opositor al gobierno precedente. En ese sentido se aspiró a reforzar la institucionalidad del país por medio de un hombre no proveniente del mundo militar.

## Primeros años

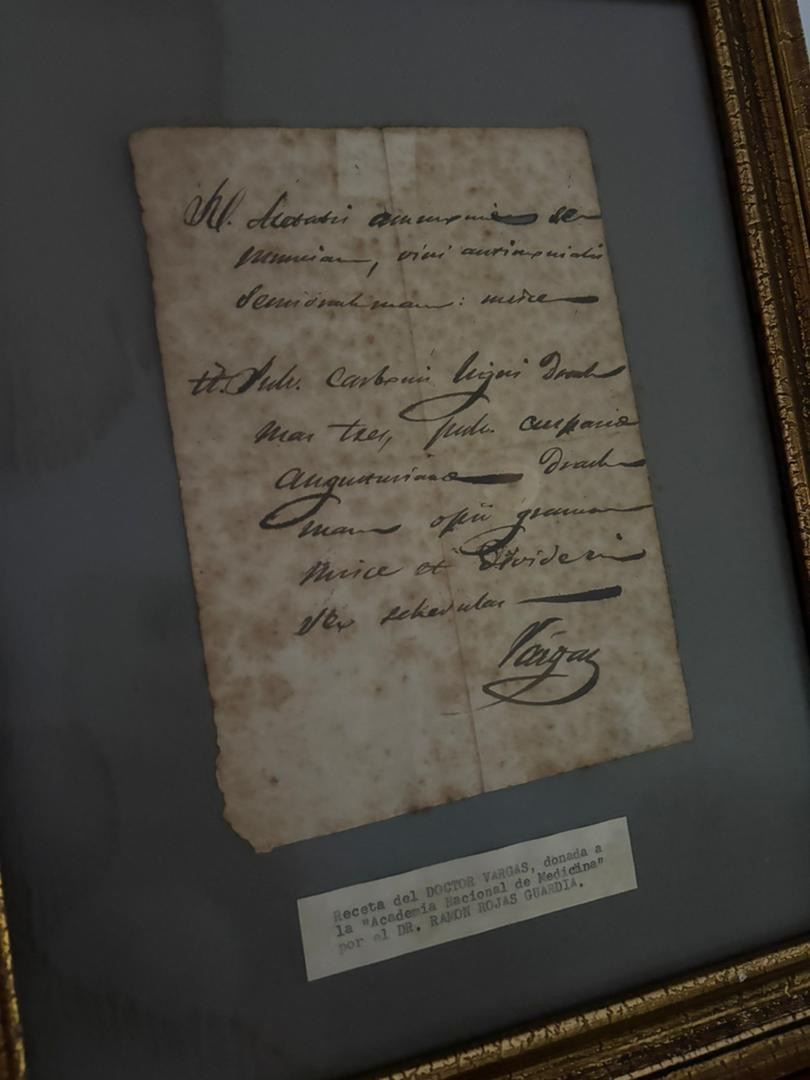
Recipe conservado en la Academia Nacional de Medicina.

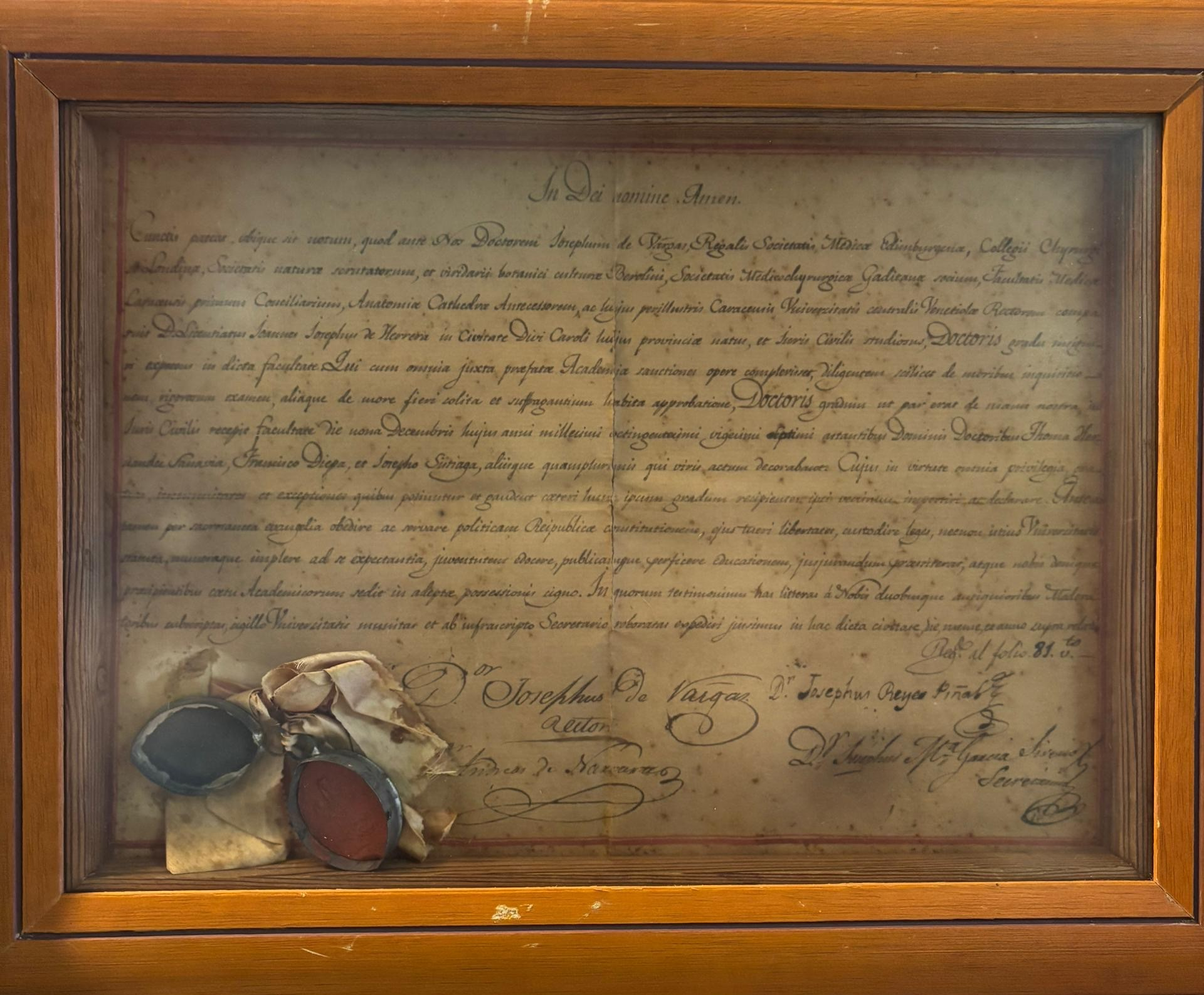
Primer título firrmado por Vargas como rector de la Universidad Central en 1827.

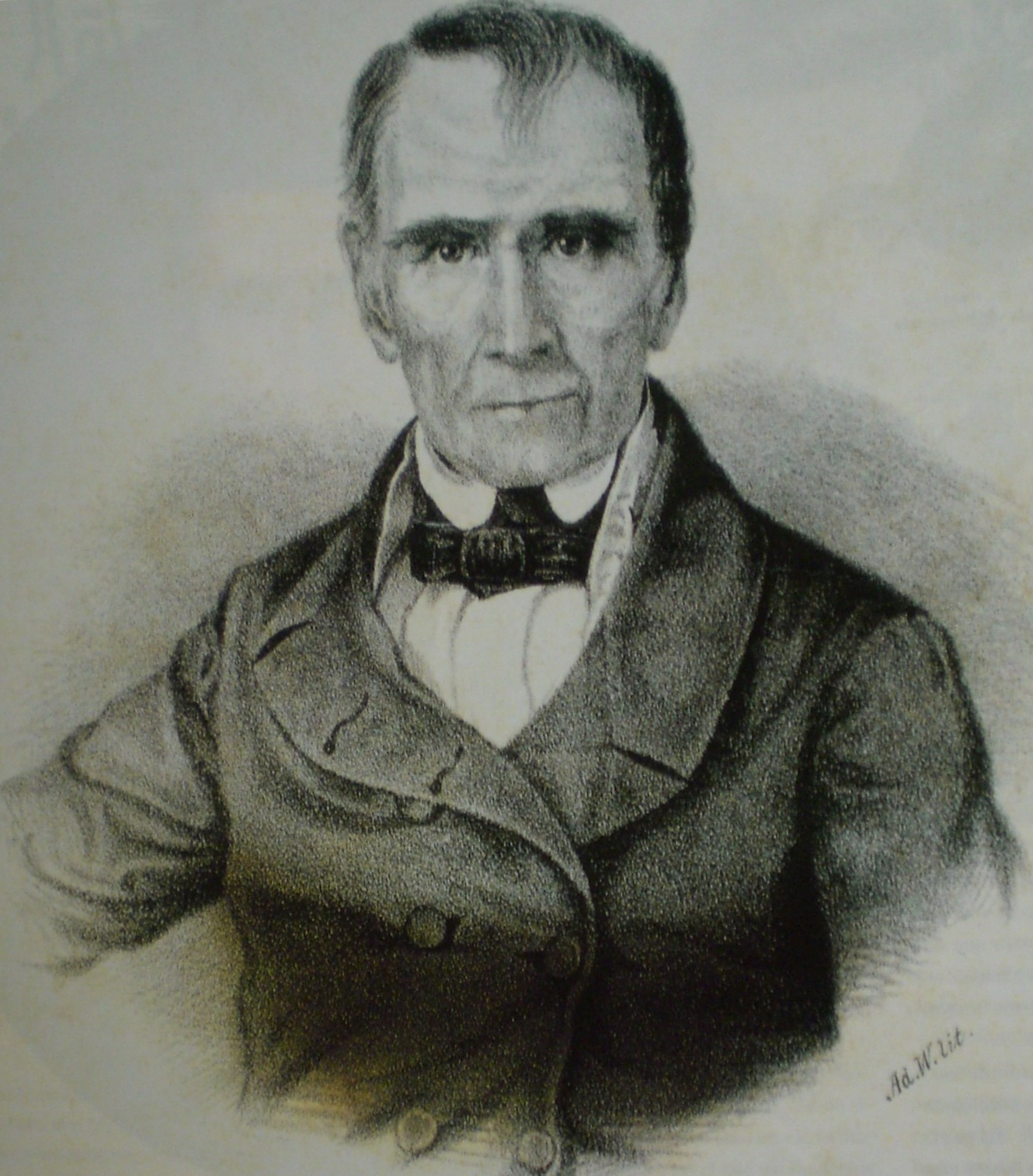
Grabado de José María Vargas.

José María Vargas nació en La Guaira, en la actual Venezuela, el 10 de marzo de 1786. Descendiente de canarios. Hijo de José Antonio de Vargas Machuca y Ana Teresa Ponce. En 1798, ingresó en la Universidad Real y Pontificia de Caracas, graduándose de bachiller en filosofía el 11 de julio de 1803. Obtuvo sus grados de bachiller, licenciado y doctor en medicina en el año de 1808.
Al terminar sus estudios médicos se trasladó a Cumaná, donde vivió hasta 1812; lapso en el que se incorporó al Supremo Poder Legislativo de Cumaná (1811) en el contexto del movimiento independentista venezolano. Se encontraba en su ciudad natal cuando se produjo el terremoto del 26 de marzo de 1812, y allí prestó destacados servicios como médico y hombre público a la comunidad guaireña, los cuales fueron reconocidos oficial y públicamente por la municipalidad local. Después de su destacada participación tras los sucesos del terremoto de 1812, Vargas regresó a Cumaná para dedicarse a sus labores médicas. 
Fue encarcelado en 1813 por los realistas, al llegar el jefe realista, Juan Francisco Javier Cervériz, a Cumaná que redujo a prisión a todos los que habían formado parte del Poder Legislativo, en la cual Vargas tomó parte debido a sus ideologías independentistas. Posteriormente, fue exiliado a Europa donde perfeccionó sus estudios médicos y quirúrgicos en Edimburgo, cursando, a su vez, estudios de cirugía, química, botánica, anatomía y odontología. Asimismo, en esta época fue incorporado en Londres como miembro del Real Colegio de Cirujanos. 
En 1819 regresa a América estableciéndose en Puerto Rico, lugar donde se hallaban refugiados sus hermanos y madre que huían de la desolada guerra de independencia venezolana. En Puerto Rico desarrolló una importante labor profesional y científica, escribiendo numerosos trabajos y colaborando además con la Junta de Sanidad de la isla. Retorna a Venezuela en 1825, dos años después funda la Sociedad Médica de Caracas. Desde su llegada se dedicó de inmediato al ejercicio de su profesión, incorporándose además a la Universidad de Caracas como profesor de Anatomía.

## Vida docente
En 1826, El Libertador Simón Bolívar, durante lo que sería su última estadía en Venezuela, llama al doctor José María Vargas para confiarle la importante misión de restaurar la Universidad de Caracas. Así, en el año 1827, Vargas inicia una Universidad nueva, implementando sus conocimientos de los grandes centros europeos en los cuales estudió. Abre la Facultad de Medicina en dicha Universidad, enseñando anatomía, botánica, mineralogía y química (ramas que hasta ese entonces eran desconocidos dentro la sociedad venezolana); trayendo, consigo, las ramas de las ciencias modernas al país. De esta manera, Vargas dedicaría un cuarto de siglo a la enseñanza de las próximas generaciones, sin cobrar ningún sueldo por ello. Es a partir de esta época, cuando Vargas recibió el reconocimiento y el respeto de diversos sectores de la sociedad caraqueña, debido a su exitosa labor administrativa, gracias a la cual consiguió poner al día las cuentas de la universidad. Por otra parte, además de sanear las rentas de la universidad, se dedicó a reorganizar las diversas facultades, crear nuevas cátedras, a las reparaciones físicas de los salones, a la organización de bibliotecas, y a relacionar la universidad con otros planteles. En consecuencia, al término de su desempeño como rector, la universidad se convirtió en un modelo de eficacia administrativa y en un prestigioso centro de estudios.
Como profesor de anatomía, inauguró las disecciones de cadáveres, procedimiento que era sumamente novedoso para la época, lo que le confirió extraordinaria reputación como docente. En 1827 fundó la Sociedad Médica de Caracas, con la cual se comenzaron a practicar reuniones científicas en el país. Durante este período desarrolló además una amplia labor de investigación en el área botánica, que le llevó a establecer relaciones con hombres notables de esta ciencia en el mundo entero. Como ejemplo de esta circunstancia, tenemos que De Candolle, uno de los más grandes botánicos de la época, bautizó algunas plantas con el nombre de "Vargasia" en homenaje a los trabajos realizados en la materia por Vargas. En 1829, al ser fundada en Caracas la Sociedad Económica de Amigos del País, Vargas fue designado su primer director. Una vez concluido su rectorado, Vargas se dedicó de lleno a la instrucción, fundando en 1832 la cátedra de Cirugía. Por otra parte, simultáneamente con sus actividades científicas y educativas, Vargas tomó parte en las actividades políticas, asistiendo al Congreso Constituyente de 1830, donde desplegó una gran actividad en las comisiones de trabajo, en las sesiones plenarias y en muchas oportunidades salvó su voto al estar en desacuerdo con algunos planteamientos del Libertador, lo que no obstante, no le impidió ser nombrado ese mismo año como albacea testamentario de Bolívar.

## Presidencia

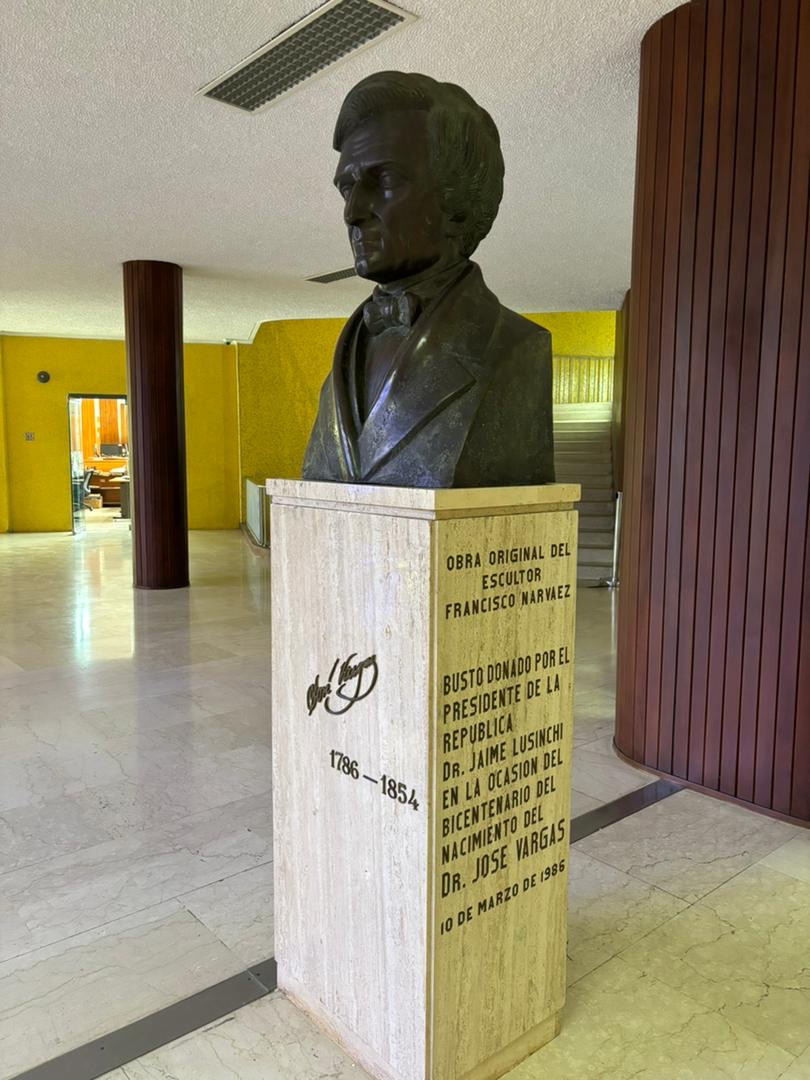
Busto de José María Vargas por Francisco Narváez.

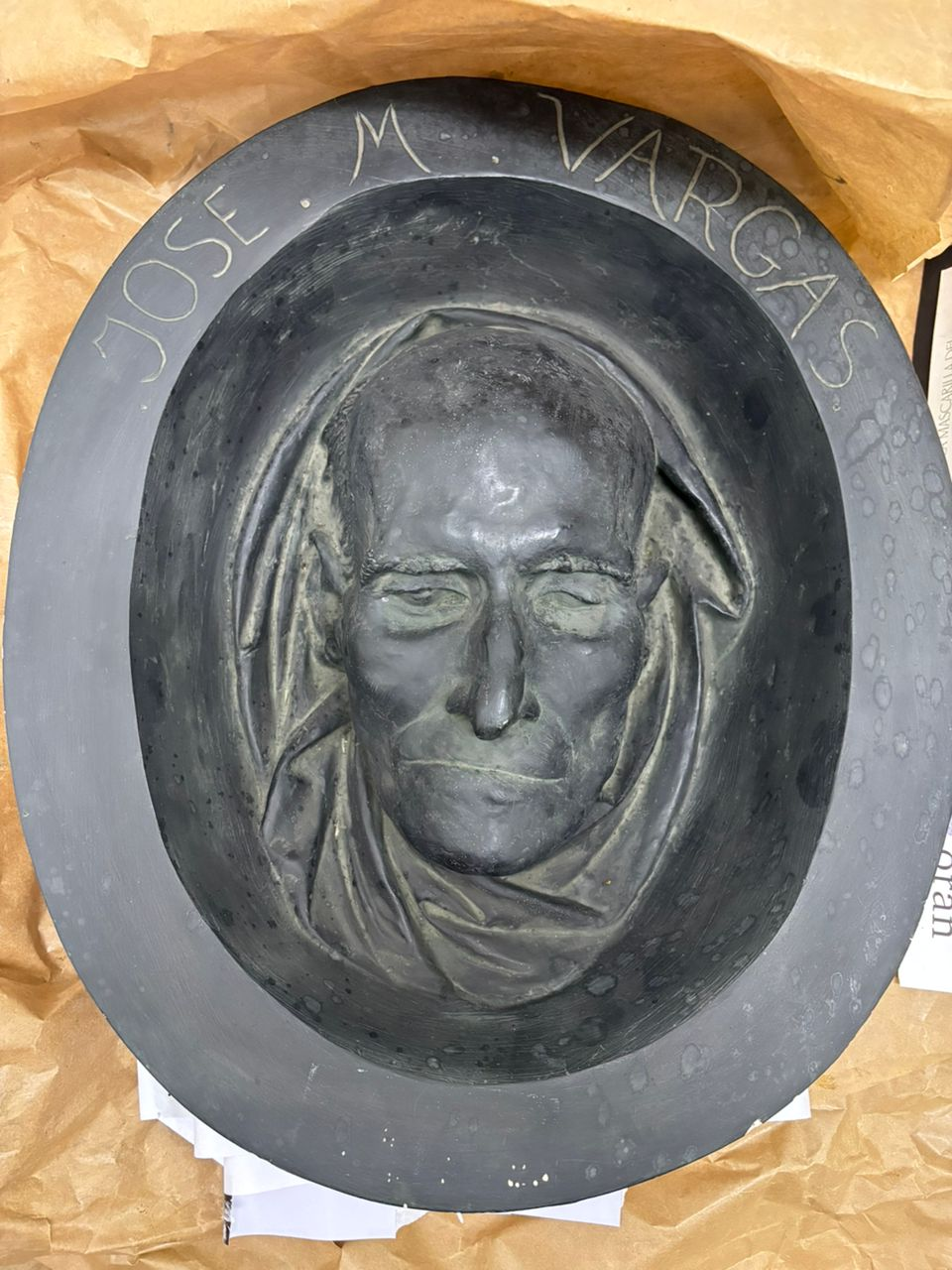
Máscara mortuoria.

### Elección
En 1834, cuando se comienza a hablar de los candidatos para el período presidencial (1835-1839), su nombre se mencionó con genial insistencia sobre todo en los círculos intelectuales, lo que de alguna manera expresaba cierta actitud antimilitarista. Por tal motivo, ciertos sectores de la sociedad venezolana que veían con desconfianza a esta multitud de hombres que tenían lógicas ambiciones políticas y de poder, trataron de reforzar el poder civil mediante la prestigiosa figura de José María Vargas. En este sentido, la opinión pública caraqueña y nacional, comenzaron a presionar sistema a un reticente Vargas para que aceptara la primera magistratura, a lo que accedió finalmente. Fue elegido presidente en las elecciones de 1835, voto ratificado por el Congreso el 6 de febrero de 1835 y se encargó de la presidencia el día 9 de febrero de 1835 por el Partido Conservador.

### Conflictos con el Congreso
José María Vargas objeta al proyecto de una ley de impuesto subsidiario del 1% propuesto por el Congreso, pero las cámaras lo aprueban. Vargas responde invocando la violación de la constitución por parte del Senado. El 29 de abril de 1835 Vargas presentó su renuncia, alegando que no disponía de la fuerza suficiente para mantener la paz entre las facciones en pugna. A pesar de que la renuncia no fue aceptada, sus adversarios la interpretaron como una muestra de debilidad.

### Revolución de las Reformas
Posteriormente el 8 de julio de 1835 estalló la Revolución de las Reformas, dirigida por Santiago Mariño y Pedro Carujo. Estos lo enviaron a él y a su vicepresidente Andrés Narvarte al exilio el 9 de julio de 1835 en Saint Thomas. Una vez derrotada la rebelión el presidente provisional José María Carreño envió una comisión a Saint Thomas para traer de vuelta a Vargas y a Narvarte. El 20 de agosto de 1835 Vargas volvió a sus funciones, sin embargo enfrentado a la mayoría del Congreso, renunció a la presidencia el 24 de abril de 1836.
El cronista Asdrúbal González señalaba que el gobierno de Vargas fue el más nulo que hubo en la historia del civilismo en Venezuela: «Creemos que con su ejemplo se le hace un mal favor al llamado civilismo. Ningun gobierno más nulo que el del Doctor Vargas. En sus quince meses de actuación (un 30% de su mandato constitucional) no existe una sola ley, una reforma, una ejecutoria, que demuestre su efectividad. No es posible juzgarlo como gobernante, porque nada hizo como tal. La historia deberá recordarlo entonces por sus justos méritos de sabio. O convertirlo en víctima para recordarlo».

## Vida pospresidencial
Después de su experiencia como primer magistrado, se dedicó exclusivamente a la educación. Durante esta etapa de su existencia, asumió la presidencia de la Dirección general de Instrucción Pública, la cual ejerció desde 1839 hasta 1852. Así mismo, continuó dando en la Universidad sus clases de anatomía y cirugía, fundando además en 1842 la cátedra de Química. Presidió también la comisión encargada de exhumar en Santa Marta los restos del Libertador y conducirlos a la Patria, misión que fue completada en diciembre de 1842. En agosto de 1853, enfermó y viajó a Estados Unidos, donde residió primero en Filadelfia y luego en Nueva York, donde, finalmente, murió el 13 de julio de 1854, a los 68 años de edad. En 1877, sus cenizas fueron traídas a Caracas y sepultadas en el Panteón Nacional el 27 de abril de ese mismo año.